# Juan Taratuto
Juan Taratuto (Buenos Aires, 1971) és un director de cinema i televisió i guionista argentí. El seu pare va ser el jutge, dramaturg i llibretista de televisió Gerardo Taratuto.

## Carrera
És diplomat del Col·legi Nacional de Buenos Aires. Va estudiar Ciències de la comunicació en la Universitat de Buenos Aires i cinema en l'Institut d'Art Cinematogràfic de Avellaneda (IDAC) i en la Fundació Universitat del Cinema (FUC). Des de 1995 exerceix com a director publicitari per al mercat local i l'exterior, treballant per a productores com Peluca Films, Argentina Cine i La Brea Producciones. Els seus comercials han guanyat premis de la FIAPF, el Festival Internacional de Cinema de Canes, els Clio Awards, entre d'altres.
L'any 2004 va escriure i va dirigir No sos vos, soy yo, el seu primer llargmetratge, protagonitzat per Diego Peretti, Soledad Villamil i Cecilia Dopazo. La pel·lícula va aconseguir el major ingrés de taquilla de 2004 per a una pel·lícula independent a l'Argentina i el major ingrés de taquilla de 2005 per a una pel·lícula de l'Argentina a Espanya.
També va dirigir les pel·lícules: ¿Quién dice que es fácil? (2007) i Un novio para mi mujer (2008).

## Filmografia en cinema

### Com a assistent e direcció
- 1995: Hasta donde llegan tus ojos.
- 1995: La nave de los locos.
- 1997: Un crisantemo estalla en cinco esquinas.
- 1998: Dibu 2, la venganza de Nasty, dirigida per Carlos Galettini.
- 1999: La noche del coyote.

### Com a director
- 2004: No sos vos, soy yo
- 2007: ¿Quién dice que es fácil?
- 2008: Un novio para mi mujer
- 2013: La reconstrucción
- 2015: Papeles en el viento
- 2016: Me casé con un boludo

### Com a guionista
- 2004: No sos vos, soy yo (amb Cecilia Dopazo)
- 2015: Papeles en el viento (amb Eduardo Sacheri)
- 2016: Me casé con un boludo (amb Pablo Solarz)

## Filmografia en televisió

### Com a director
- 1997: Laberinto
- 2005: Ringtone
- 2009-2010: Ciega a citas (amb Daniel De Felippo i Gustavo Luppi)

## Enllaços exteros
- Fitxa a Cinenacional.com
- Entrevista a Revista Noticias
- Notícies sobre Juan Taratuto a Clarín